# Alfred Schmalzer
Alfred Schmalzer (* 28. Oktober 1912 in Wien; † 21. Januar 1944) war ein österreichischer Feldhandballspieler.

## Biografie
Schmalzer gehörte bei den Olympischen Sommerspielen 1936 in Berlin der österreichischen Handballauswahl an, die im Feldhandball die Silbermedaille gewann.
Schmalzer starb im Alter von 31 Jahren im Zweiten Weltkrieg.